# Clásico Barracas Central-San Telmo
Los duelos entre Barracas Central y San Telmo conforman un clásico añejo del ascenso argentino, ya que en los inicios del historial ambos clubes eran rivales de barrio cuando el Candombero supo estar en su barrio homónimo. El primer encuentro sucedió hace 105 años, el 20 de julio de 1919, fue empate sin goles en Olavarría y Luna, partido correspondiente al torneo de División Intermedia 1919. Este historial de 75 partidos, también se fue repitiendo en diferentes categorías manteniendo así una vieja rivalidad barrial.

## Historia
Clásico... lo dijimos más arriba y así lo viven los chicos de Barracas, la proximidad de los barrios le da un condimento especial a los partidos entre ambos, encima los de Olavarría y Luna están entre los cinco clubes que San Telmo más veces enfrentó en inferiores.14 de octubre de 2017, soydetelmo.com.ar (sitio oficial).
El primer encuentro sucedió en 1919, correspondiente al torneo de Intermedia de aquel año que terminó con escándalos y desafiliaciones entre las cuales se encontraba la de Barracas Central. Luego, el club barraqueño ascendió a Primera División y se mantuvo allí hasta mediados de los años 1930, mientras que el Candombero siempre militó en las categorías de ascenso.
En 1943 se volvieron a enfrentar tras el descenso de Barracas a Tercera División donde prevaleció una ventaja considerable a favor del Guapo en gran parte de los partidos. A comienzos de los años 1950 la supremacía pasó en manos del candombero, tal es así que entre 1960 y 1989 mantuvo un invicto de 19 cotejos, incluido un duelo por eliminación directa, ya que en 1982 se midieron por los octavos de final del Torneo Reducido de Primera C con un global de 4-3 a favor de San Telmo.
La delantera en el historia en poder de San Telmo se sostuvo hasta fin de siglo. En primer duelo el nuevo milenio fue nada más ni nada menos que en la promoción de 2008 que definía quien se quedaba con el cupo en Primera B Metropolitana, finalmente esta definición se la quedó San Telmo por ventaja deportiva y conservó la categoría relegando a Barracas una temporada más en la C. A partir de aquí, el Guapo solo perdió una vez en 16 encuentros desde que volvieron a verse en 2010.
Con equipo confirmado Barracas Central recibirá este sábado desde las 15.30 a San Telmo, por la 10ª fecha del torneo de la B metropolitana, en uno de los clásicos de barrio más antiguos del fútbol argentino.29 de septiembre de 2012, barracascentral.com (sitio oficial).

## Tabla comparativa
- Actualizado hasta febrero de 2024.

| Observaciones               |                                |                         |
| --------------------------- | ------------------------------ | ----------------------- |
| Nombre completo             | Club Atlético Barracas Central | Club Atlético San Telmo |
| Fecha de fundación          | 5 de abril de 1904             | 5 de marzo de 1904      |
| Apodo                       | Guapo                          | Candombero              |
| Temporadas                  |                                |                         |
| Total en AFA                | 116                            | 101                     |
| en Primera División         | 18                             | 1                       |
| en Segunda División         | 22                             | 37                      |
| en Tercera División         | 46                             | 50                      |
| en Cuarta División          | 25                             | 13                      |
| en Quinta División          | 5                              | 0                       |
| sin disputar                | -                              | 10                      |
| Títulos                     |                                |                         |
| Total en AFA                | 7                              | 4                       |
| Títulos en Segunda División | 1                              | 0                       |
| Títulos en Tercera División | 3                              | 3                       |
| Títulos en Cuarta División  | 3                              | 1                       |

## Historial
- Actualizado hasta diciembre de 2023.[1]

| Torneos                | Partidos jugados | Ganados por | Ganados por | Empatados | Goles de | Goles de |
| ---------------------- | ---------------- | ----------- | ----------- | --------- | -------- | -------- |
| Barracas Central local | 38               | 14          | 8           | 14        | 62       | 50       |
| San Telmo local        | 36               | 8           | 13          | 17        | 31       | 51       |
| Neutral                | 1                | 0           | 1           | 0         | 2        | 2        |
| Total                  | 75               | 22          | 21          | 32        | 95       | 103      |

## Partidos oficiales
Resultados registrados en todos los torneos oficiales de AFA.
| #  | Torneo                              | Ronda       | Estadio                | Local            | Resultado | Visitante        | Goles (L)                                      | Goles (V)                                                       |
| -- | ----------------------------------- | ----------- | ---------------------- | ---------------- | --------- | ---------------- | ---------------------------------------------- | --------------------------------------------------------------- |
| 1  | Intermedia 1919                     | ZO 8        | Barracas Central       | Barracas Central | 0-0       | San Telmo        |                                                |                                                                 |
| 2  | Intermedia 1919                     | ZO 10       | Ant. San Telmo         | San Telmo        | 0-1       | Barracas Central |                                                | ?                                                               |
| 3  | Primera C 1943                      | 7           | ?                      | San Telmo        | 1-2       | Barracas Central | ?                                              | ?                                                               |
| 4  | Primera C 1943                      | 16          | ?                      | Barracas Central | 3-1       | San Telmo        | ?                                              | ?                                                               |
| 5  | Primera C 1944                      | 1           | Barracas Central       | Barracas Central | 3-0       | San Telmo        | ?                                              |                                                                 |
| 6  | Primera C 1944                      | 10          | San Telmo              | San Telmo        | 1-1       | Barracas Central | ?                                              | ?                                                               |
| 7  | Primera C 1947                      | 4           | Barracas Central       | Barracas Central | 5-2       | San Telmo        | Prada; Guidi; Romero (2); Echauz               | Di Eduardo; Pallavecino                                         |
| 8  | Primera C 1947                      | 19          | San Telmo              | San Telmo        | 3-0       | Barracas Central | Pallavecino; Luis Rongo; Camacho               |                                                                 |
| 9  | Primera C 1948                      | 11          | Dock Sud               | San Telmo        | 1-1       | Barracas Central | ?                                              | ?                                                               |
| 10 | Primera C 1948                      | 22          | Barracas Central       | Barracas Central | 4-1       | San Telmo        | ?                                              | ?                                                               |
| 11 | Primera C 1950                      | 8           | Huracán                | Barracas Central | 3-2       | San Telmo        | Barreta; Chiappedi; J. Borzzalla               | Schiavo; Barrios                                                |
| 12 | Primera C 1950                      | 17          | Boca Juniors           | San Telmo        | 4-0       | Barracas Central | Arpe (3); Zanatta                              |                                                                 |
| 13 | Primera C 1950                      | 26          | Barracas Central       | Barracas Central | 2-2       | San Telmo        | Barrene; Murcia                                | Di Eduardo; Schiavo                                             |
| 14 | Primera C 1951                      | 1           | Barracas Central       | Barracas Central | 4-3       | San Telmo        | ?                                              | ?                                                               |
| 15 | Primera C 1951                      | 16          | San Telmo              | San Telmo        | 3-3       | Barracas Central | ?                                              | ?                                                               |
| 16 | Primera C 1952                      | 6           | Barracas Central       | Barracas Central | 4-3       | San Telmo        | Knilchuk; Murúa; Vidal (p); Chiappedi          | Di Eduardo; Viera; Ricagno                                      |
| 17 | Primera C 1952                      | 13          | Dock Sud               | San Telmo        | 4-0       | Barracas Central | Ricagno; Viera (3)                             |                                                                 |
| 18 | Primera C 1952                      | 20          | Dock Sud (neutral)     | San Telmo        | 2-2       | Barracas         | Berreta; Hezze                                 | Ferrari; Ricagno                                                |
| 19 | Primera C - Torneo Preparación 1953 | ZB 5        | ?                      | San Telmo        | 1-2       | Barracas Central | ?                                              | ?                                                               |
| 20 | Primera C 1953                      | 11          | San Telmo              | San Telmo        | 1-0       | Barracas Central | Di Eduardo                                     |                                                                 |
| 21 | Primera C 1953                      | 22          | Barracas Central       | Barracas Central | 2-4       | San Telmo        | Sanna; Hezze                                   | Di Eduardo (3); Alborja                                         |
| 22 | Primera C 1954                      | 1           | Barracas Central       | Barracas Central | 1-1       | San Telmo        | Pirolo                                         | Corvetto                                                        |
| 23 | Primera C 1954                      | 14          | San Telmo              | San Telmo        | 1-0       | Barracas Central | Ricagno                                        |                                                                 |
| 24 | Primera C 1955                      | 2           | Barracas Central       | Barracas Central | 2-2       | San Telmo        | López; Souto                                   | Leone; Bigliotti                                                |
| 25 | Primera C 1955                      | 17          | San Telmo              | San Telmo        | 2-1       | Barracas Central | Rapizarda; Leone                               | L. García                                                       |
| 26 | Primera C 1956                      | 13          | San Telmo              | San Telmo        | 1-1       | Barracas         | Fontana                                        | García                                                          |
| 27 | Primera C 1956                      | 28          | Barracas Central       | Barracas Central | 1-1       | San Telmo        | Arroyuelo                                      | Ricagno (p)                                                     |
| 28 | Primera C 1959                      | 13          | Huracán                | Barracas Central | 1-1       | San Telmo        | Vitaldo                                        | Nicolás Fedorczuk                                               |
| 29 | Primera C 1959                      | 30          | San Telmo              | San Telmo        | 2-0       | Barracas Central | Hevver Salomón (2)                             |                                                                 |
| 30 | Primera C 1960                      | 3           | San Telmo              | San Telmo        | 2-3       | Barracas Central | Luis Pozzi; Nicolás Fedorczuk                  | Senés; Mansour (2)                                              |
| 31 | Primera C 1960                      | 20          | Barracas Central       | Barracas Central | 3-3       | San Telmo        | Macchia (2); Senés                             | Álvarez; Nicolás Fedorczuk (2)                                  |
| 32 | Primera C 1961                      | 8           | Barracas Central       | Barracas Central | 0-2       | San Telmo        |                                                | Auditore; Juan Kellermen                                        |
| 33 | Primera C 1961                      | 25          | ?                      | San Telmo        | 3-0       | Barracas Central | Luis Pozzi (2); Andretta                       |                                                                 |
| 34 | Primera C 1979                      | 9           | Barracas Central       | Barracas Central | 0-0       | San Telmo        |                                                |                                                                 |
| 35 | Primera C 1979                      | 28          | Dock Sud               | San Telmo        | 1-1       | Barracas Central | José Báez                                      | Espinar                                                         |
| 36 | Primera C 1980                      | 16          | San Telmo              | San Telmo        | 2-0       | Barracas Central | Diego Magliano (2)                             |                                                                 |
| 37 | Primera C 1980                      | 35          | Barracas Central       | Barracas Central | 1-1       | San Telmo        | Correa                                         | José Báez                                                       |
| 38 | Primera C 1982                      | 3           | Barracas Central       | Barracas Central | 0-0       | San Telmo        |                                                |                                                                 |
| 39 | Primera C 1982                      | 22          | San Telmo              | San Telmo        | 1-1       | Barracas Central | Olegario Alderete (p)                          | De Alessandre                                                   |
| 40 | Primera C 1982                      | 8.ºF ida    | San Telmo              | San Telmo        | 2-2       | Barracas Central | Sergio González (2)                            | Díaz; Solórzano                                                 |
| 41 | Primera C 1982                      | 8.ºF vuelta | Barracas Central       | Barracas Central | 1-2       | San Telmo        | Olegario Alderete (e/c)                        | José González; Daniel Rojas                                     |
| 42 | Primera C 1983                      | 1           | Arsenal                | San Telmo        | 1-1       | Barracas Central | Marcelo Rodríguez                              | Batista (p)                                                     |
| 43 | Primera C 1983                      | 20          | Barracas Central       | Barracas Central | 0-0       | San Telmo        |                                                |                                                                 |
| 44 | Primera C 1984                      | 11          | San Telmo              | San Telmo        | 1-1       | Barracas Central | Vicente Brunetti                               | Lemas                                                           |
| 45 | Primera C 1984                      | 30          | Barracas Central       | Barracas Central | 2-2       | San Telmo        | Sayas (e/c); Mussi                             | Fernando Dellepiani; Carlos Belingieri                          |
| 46 | Primera C 1985                      | 13          | Barracas Central       | Barracas Central | 1-4       | San Telmo        | Lemos                                          | Marcelo Policaro; Jorge Gissi; Darío Lenhardt; Domingo Sandoval |
| 47 | Primera C 1985                      | 32          | Excursionistas         | San Telmo        | 2-1       | Barracas Central | Fernando Dellepiani; José Blanco               | Otero                                                           |
| 48 | Primera C 1989/90                   | 2           | Barracas Central       | Barracas Central | 1-1       | San Telmo        | Luis Duré                                      | Luis Coronel                                                    |
| 49 | Primera C 1989/90                   | 21          | San Telmo              | San Telmo        | 3-0       | Barracas Central | Alejandro Bresciani; Luis Coronel; Jorge Ramos |                                                                 |
| 50 | Primera C 1992/93                   | Ap. 9       | Barracas Central       | Barracas Central | 2-0       | San Telmo        | Leonardo Sotelo; Gustavo López                 |                                                                 |
| 51 | Primera C 1992/93                   | Cl. 9       | Estudiantes            | San Telmo        | 0-0       | Barracas Central |                                                |                                                                 |
| 52 | Primera C 1993/94                   | Ap. 2       | Barracqs Central       | Barracas Central | 0-1       | San Telmo        |                                                | Pedro Ramírez                                                   |
| 53 | Primera C 1993/94                   | Cl. 2       | El Porvenir            | San Telmo        | 3-1       | Barracas Central | Pedro Ramírez (2p); Héctor Revuelta            | Gustavo Bastiani                                                |
| 54 | Primera C 1994/95                   | Ap. 14      | Barracas Central       | Barracas Central | 0-1       | San Telmo        |                                                | Edgardo Comini Borda                                            |
| 55 | Primera C 1994/95                   | Cl. 14      | Liniers                | San Telmo        | 0-1       | Barracas Central |                                                | Diego Scigliano                                                 |
| 56 | Primera C 1995/96                   | Ap. 15      | San Telmo              | San Telmo        | 1-0       | Barracas Central | Carmelo Leiva (p)                              |                                                                 |
| 57 | Primera C 1995/96                   | Cl. 15      | Barracas Central       | Barracas Central | 2-1       | San Telmo        | Gustavo Bastiani; Gustavo López                | Ernesto Cardozo (p)                                             |
| 58 | Primera B Metropolitana 2007/08     | Prom. (I)   | Barracas Central       | Barracas Central | 2-3       | San Telmo        | Pablo Lambermont; Daniel Cáceres Silva         | Gustavo Sever; Marcelo Trimarchi; Jorge Daolio                  |
| 59 | Primera B Metropolitana 2007/08     | Prom. (V)   | Defensores de Belgrano | San Telmo        | 0-1       | Barracas Central |                                                | Fabián Unzurrunzaga                                             |
| 60 | Primera B Metropolitana 2010/11     | 18          | Comunicaciones         | San Telmo        | 1-1       | Barracas Central | Jorge Echeanussi                               | Jorge González                                                  |
| 61 | Primera B Metropolitana 2010/11     | 39          | Barracas Central       | Barracas Central | 2-0       | San Telmo        | Sebastián Matos (2)                            |                                                                 |
| 62 | Copa Argentina 2011/12              | 4.ª Elim.   | Comunicaciones         | San Telmo        | 0-0 (2-4) | Barracas Central |                                                |                                                                 |
| 63 | Primera B Metropolitana 2011/12     | 21          | Barracas Central       | Barracas Central | 2-1       | Barracas Central | Sebastián Matos; Carlos Arce                   | Luciano Cipriani                                                |
| 64 | Primera B Metropolitana 2011/12     | 42          | San Telmo              | San Telmo        | 1-1       | Barracas Central | Luciano Cipriani                               | Jorge González                                                  |
| 65 | Primera B Metropolitana 2012/13     | 10          | Barracas Central       | Barracas Central | 0-1       | San Telmo        |                                                | Rafael Viotti                                                   |
| 66 | Primera B Metropolitana 2012/13     | 31          | San Telmo              | San Telmo        | 0-1       | Barracas Central |                                                | Leandro Puig                                                    |
| 67 | Primera B Metropolitana 2016        | 5           | San Telmo              | San Telmo        | 0-0       | Barracas Central |                                                |                                                                 |
| 68 | Primera B Metropolitana 2016/17     | 2           | San Telmo              | San Telmo        | 0-0       | Barracas Central |                                                |                                                                 |
| 69 | Primera B Metropolitana 2016/17     | 21          | Barracas Central       | Barracas Central | 3-2       | San Telmo        | Matías Sproat; Juan Martín (p); Luis Bevacqua  | Ignacio Ruano; Guillermo Esteban                                |
| 70 | Primera B Metropolitana 2017/18     | 6           | San Telmo              | San Telmo        | 1-1       | Barracas Central | César Carranza                                 | Guillermo Santana                                               |
| 71 | Primera B Metropolitana 2017/18     | 23          | Barracas Central       | Barracas Central | 2-0       | San Telmo        | Germán Mandarino; Diego Galeano                |                                                                 |
| 72 | Primera B Metropolitana 2018/19     | 17          | San Telmo              | San Telmo        | 0-1       | Barracas Central |                                                | Fernando Valenzuela                                             |
| 73 | Primera B Metropolitana 2018/19     | 36          | Barracas Central       | Barracas Central | 0-0       | San Telmo        |                                                |                                                                 |
| 74 | Primera Nacional 2021               | ZB 1        | San Telmo              | San Telmo        | 1-1       | Barracas Central | Alexander Zurita                               | Germán Estigarribia                                             |
| 75 | Primera Nacional 2021               | ZB 18       | Barracas Central       | Barracas Central | 3-2       | San Telmo        | Juan M. Vázquez; Dylan Glaby; Leonel Buter     | Gastón Ada; Thomas Amilivia                                     |